# Donatello Gasparini
Donatello Gasparini (Torino, 29 luglio 1971) è un ex calciatore italiano, di ruolo difensore.

## Carriera
Donatello Gasparini muove i primi passi da calciatore nell'Eureka Settimo da cui lo preleva il Torino con il quale percorre tutte le categorie del settore giovanile fino a debuttare in Serie A coi granata a neppure 18 anni il 29 gennaio 1989 in occasione di Torino-Como (2-1): quell'anno disputerà in totale 8 gare in massima serie.
Nel novembre 1990 passa alla Pro Sesto dove gioca da titolare per due anni in Serie C1.
Nel 1992 passa al Foggia dove gioca 3 partite alla prima stagione in Serie A, 8
9 partite alla seconda, dunque  viene prestato all'Atletico Catania, prima di essere ripreso dal Foggia che lo fa giocare in altre 11 occasioni in Serie B fino al 1996.
In seguito milita per un anno in Serie C2 con l'Ospitaletto, due anni in Serie C1 nel Lecco e poi ancora in Serie C2 con Catanzaro e Gela.
Complessivamente ha collezionato 19 presenze in Serie A; in tutta la carriera non ha mai segnato una rete tra i professionisti.

## Palmarès

### Club

#### Competizioni nazionali
- Serie B: 1

Torino: 1989-1990